# Alireza Nasr Azadani
Alireza Nasr Azadani –en persa, علی‌رضا نصر آزادانی– (Isfahán, 21 de septiembre de 1985) es un deportista iraní que compitió en taekwondo.
Ganó una medalla en el Campeonato Mundial de Taekwondo de 2011, y tres medallas en el Campeonato Asiático de Taekwondo entre los años 2008 y 2014. En los Juegos Asiáticos consiguió dos medallas en los años 2006 y 2010.

## Palmarés internacional
| Campeonato Mundial  | Campeonato Mundial           | Campeonato Mundial | Campeonato Mundial |
| Año                 | Lugar                        | Medalla            | Categoría          |
| ------------------- | ---------------------------- | ------------------ | ------------------ |
| 2011                | Gyeongju (Corea del Sur)     | Medalla de oro     | –74 kg             |
| Juegos Asiáticos    |                              |                    |                    |
| Año                 | Lugar                        | Medalla            | Categoría          |
| 2006                | Doha (Catar)                 | Medalla de bronce  | –67 kg             |
| 2010                | Cantón (China)               | Medalla de oro     | –74 kg             |
| Campeonato Asiático |                              |                    |                    |
| Año                 | Lugar                        | Medalla            | Categoría          |
| 2008                | Luoyang (China)              | Medalla de oro     | –72 kg             |
| 2012                | Ciudad Ho Chi Minh (Vietnam) | Medalla de oro     | –68 kg             |
| 2014                | Taskent (Uzbekistán)         | Medalla de plata   | –74 kg             |